# Formose néerlandaise
1624–1662
- Formose espagnole
- Formose néerlandaise
- royaume de Middag
- empire Ming

Entités précédentes :
- Aborigènes de Taïwan

Entités suivantes :
- Royaume de Tungning

L’île de Taïwan, historiquement connue sous le nom de Formose, est une colonie néerlandaise, établie par la compagnie néerlandaise des Indes orientales en 1624. Elle est assiégée en 1661 par Koxinga pour le royaume de Tungning avant d'être prise en 1662.

## Histoire
La compagnie néerlandaise des Indes orientales établit sa présence sur l'île de Formose en 1624 sur la baie de Tayouan dans le sud-ouest de l'île, ce qui en fait la plus vieille ville du territoire. L'empire colonial, déjà présent 26 années plus tôt sur l'île de Java, s'installe en effet sur Formose afin de favoriser ses activités commerciales avec la Chine et le Japon. Des ingénieurs sont envoyés depuis Batavia, capitale de la compagnie, afin de développer ses installations.

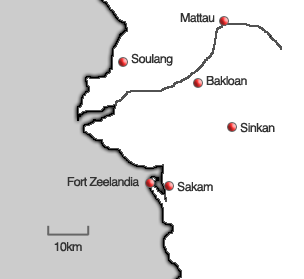
Emplacement du Fort Zeelandia, et du village de Sakam abritant le Fort Provintia.

Le Fort Zeelandia est érigé sur les côtes sablonneuses, en tant que centre politique, commercial, ainsi qu'en base militaire pour défendre la mer intérieure de Taijiang. La localisation de la forteresse permet ainsi de faciliter l'arrivée des renforts depuis Batavia. Le village développé correspond au quartier contemporain Anping, de la ville de Tainan,. Un second fort plus modeste, Fort Provintia, est bâti en 1653, sur le village de Sakam, sur la rive opposée de la mer intérieure de Taijiang.
En 1661, les troupes de Koxinga, représentant du royaume de Tungning, assiègent les forts Zeelandia et Provintia, abritant plus de Néerlandais. La séparation des deux bâtiments militaires par la mer de Taijiang empêche les communications entre les Néerlandais. Alors que Koxinga propose aux occupants des deux forts la capitulation de ces derniers en échange de leur survie, ceux de Fort Provintia, le moins armé, acceptent son offre. Néanmoins, la seconde forteresse choisit de continuer le siège. Le chef de guerre chinois revient alors sur ses paroles, considérant que seule la moitié des Néerlandais accède à sa demande, et fait exécuter une grande partie des hommes de Fort Proventia et réduit les femmes en concubinage pour ses officiers.
La suite du siège ne donne pas lieu à une bataille de grande envergure, mais à diverses escarmouches, conclues dans l'ensemble par une défaite pour les deux camps. Lorsque les troupes néerlandaises choisissent de lancer un assaut, elles sont rapidement balayées. À l'inverse, les charges chinoises sont aisément repoussées par les pièces d'artillerie. Koxinga décide alors de maintenir sa présence autour du territoire assiégé en réduisant les attaques armées, alors que les Hollandais sont sujets à la maladie et à la famine, coupés du monde extérieur. Les renforts néerlandais depuis Batavia sont trop peu importants et tardifs pour apporter une différence au conflit. L'un des nouveaux chefs du fort trahit les siens et apporte des informations capitales au camp chinois. Les attaques contre les fortifications reprennent alors, réduisant le moral des troupes de la compagnie néerlandaise. Le 1er février 1662, après neuf mois de siège, les Néerlandais signent un traité de reddition avec le général Koxinga, qui leur laisse la possibilité de quitter l'île de Formose sans répression. Cette capitulation marque la fin de la présence néerlandaise sur le territoire de Formose.

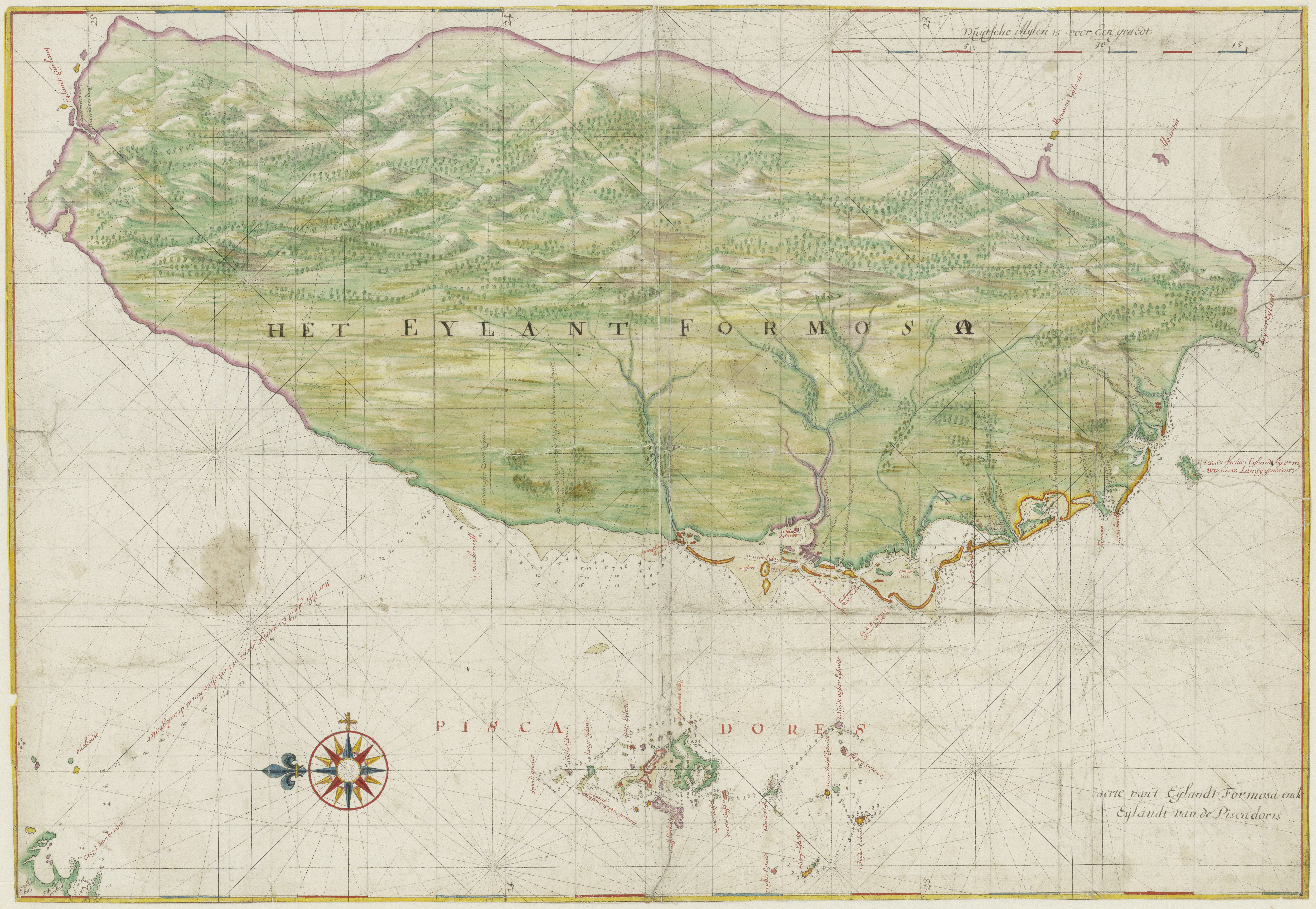
Carte néerlandaise de 1640 de l'île de Formose et des Pescadores.